# Duje Čop
Duje Čop (ur. 1 lutego 1990 w Vinkovci) – chorwacki piłkarz występujący na pozycji napastnika. Od 2025 występuje w chorwackim HNK Rijeka.

## Kariera
Jest wychowankiem Hajduka Split. Do kadry pierwszej drużyny dołączył w 2007 roku. W 2008 roku odszedł do portugalskiego CD Nacional. W barwach tej drużyny rozegrał 5 spotkań w ramach rozgrywek Primeira Liga. W 2009 roku odszedł za darmo do swej macierzystej drużyny. 21 września 2010 roku Čop zdobył 6 bramek w meczu z Rudar 47, a jego drużyna wygrała 10:2. W 2011 ponownie zmienił barwy klubowe, przechodząc do lokalnego rywala Hajduka, RNK Split. Następnie kolejno grał w Dinamie Zagrzeb, Cagliari Calcio, Máladze i Sportingu Gijón. W 2017 został zawodnikiem klubu Standard Liège.